# Tina Križan
Tina Križan (født 18. marts 1974 i Maribor, Jugoslavien) er en kvindelig tidligere professionel tennisspiller fra Slovenien.
Tina Križan højeste rangering på WTA single rangliste var som nummer 95, hvilket hun opnåede 16. januar 1995. I double er den bedste placering nummer 19, hvilket blev opnået 18. marts 2002. 